# LiHe
LiHe, [hel, związek z litem (1:1)] – związek helu z litem, w którym atomy są utrzymywane w cząsteczce wyłącznie dzięki oddziaływaniom van der Waalsa.

## Próby obserwacji i syntezy
Pierwsze próby oszacowania linii emisyjnych 7Li4He zostały opublikowane w latach 70. XX wieku. Na początku lat 90. podczas badania metodami spektroskopowymi wykorzystującymi światło lasera o regulowanej długości fali emitowanego promieniowania układu izotopowego, który obejmował 6Li3He, 6Li4He i 7Li4He, zaobserwowano efekty 6 przejść wibracyjnych cząsteczek LiHe. Następnie obliczono, że energia wiązania cząsteczki powinna wynosić 0,0039 cm–1, (co odpowiada 7,7×10−8 eV, 1,2×10−26 J lub 6 mK), natomiast jego długość oszacowano na ∼28 Å. W 2013 roku opublikowano precyzyjne dane spektroskopowe uzyskane dla gazowego LiHe w stanie równowagowym reakcji Li + 2 He ⇄ LiHe + He w zakresie temperatury 2,45–6 K, pracując z helem o gęstości 2×1017−1018 atomów na cm3 oraz uzyskując gęstość atomów litu rzędu 1011 atomów na cm3 poprzez jego odparowanie z wykorzystaniem lasera impulsowego. Detekcji dokonano metodą fluorescencyjną. Dane dotyczące stanów równowagowych oraz szybkości tworzenia się cząsteczek LiHe w temperaturze 1 K zostały zaprezentowane w 2015 roku.

## Właściwości
W rzeczywistości otrzymane cząsteczki są rodnikami HeLi•, przez co wykazują one zauważalny efekt Zeemana. LiHe jest także paramagnetyczny i polarny. Atom litu w stanie X2Σ może ulec wzbudzeniu do stanu A2Π, co na widmie fluorescencyjnym uwidacznia się w postaci dwóch linii rozszczepionych na dublety; ich liczby falowe wynoszą 14902,563; 14902,591; 14902,740 i 14902,768 cm−1. Obie pary są rozdzielone o 0,177 cm−1. Istnienie dwóch par wynika z dwóch odmiennych stanów wibracyjnych cząsteczki LiHe: 1/2 i 3/2. Prostota widma wynika z tego, że wiązanie w cząsteczce LiHe jest zbyt słabe, aby wytrzymać wyższe stany wibracyjne lub rotacyjne – najniższe stany rotacyjne szacowane są na 40 i 80 mK, co znacznie przewyższa energię wiązania cząsteczki LiHe wynoszącą 6 mK.

## LiHe w astrofizyce
Cząsteczek związanych wyłącznie siłami van der Waalsa można otrzymać bardzo wiele, jednak ta budzi szczególne zainteresowanie ze względu na to, że linie widmowe litu są ważne w przypadku badania brązowych karłów o masie poniżej 0,06 masy Słońca. Możliwość tworzenia się egzotycznych połączeń litu z gazami szlachetnymi może mieć istotny wpływ na profil linii Li w zimnych atmosferach takich obiektów, co pozwala na wyciąganie wniosków dotyczących atmosfer brązowych karłów i planet pozasłonecznych, a tworzenie się cząsteczek nawet o tak słabych wiązaniach ma na ten profil wpływ.